# Pierre Ajame
Pierre Ajame est un écrivain français, critique littéraire et cinématographique, né le 5 février 1939, mort le 27 novembre 1988 .

## Biographie
Pierre Ajame s’impose d’abord comme critique littéraire et critique de cinéma aux Nouvelles littéraires. En 1967, il publie un essai, Les Critiques de cinéma (Flammarion) dans la collection « Le Procès des juges ».
La même année, il se fait remarquer grâce à l'entretien avec Jacques Prévert qu’il obtient pour Les Nouvelles littéraires (23 février 1967). En mai 1971, il publie son premier article dans Le Nouvel Observateur sur le festival cinématographique d’Hyères. Il y publie aussi quelques articles de société (été 1971). Mais sa collaboration, épisodique et discontinue jusqu’en juin 1978 – il ne publie aucun papier en 1972 et en 1974 par exemple – se limite surtout à des piges de critiques littéraires et cinématographiques[réf. souhaitée].
Il ne laisse toutefois pas de côté sa passion pour la bande dessinée et le dessin humoristique. En 1976, il tire ainsi un portrait de Chaval dans un livre d’entretiens avec le dessinateur (Alice éditions Chêne). Il se fait même scénariste occasionnel de bande dessinée. Mais ce n'est pas pour ce talent qu’il est embauché au Nouvel Adam où il tisse des liens avec Claude Perdriel. Ce dernier cherche alors à le faire venir au Nouvel Observateur mais l’hostilité de la rédaction retarde sa venue.
Ainsi, alors qu’il est engagé en janvier 1978 et collabore intensivement aux pages littéraires jusqu’au milieu du mois de février, il suspend toute collaboration jusqu’en juin 1978, mois où il est nommé rédacteur en chef adjoint chargé des pages Lettres – Arts – Spectacles. Si Guy Dumur reste officiellement le chef de la rubrique, c'est lui qui « fait tourner » le service avec l’aide de Jean-François Josselin et de Marion Brücker même si la présence de Jean Daniel dans ce domaine reste considérable.
Très grand ami de Dan Franck, il lui apparaît comme « l'homme le plus cultivé, le plus brillant, le plus libre parmi tous les fumeurs de cigare[réf. souhaitée]. »
Il publie d’ailleurs avec Dan Franck des ouvrages de musicologie signés sous le pseudonyme de Marc Kajanef, anagramme de leurs deux noms, L'Année de la musique (1978-1979) chez Stock (1979) et Johann Sebastian Bach chez Mazarine (1981). Avec sa collègue Marion Brücker, il dirige aussi un travail collectif sur les 300 héros et personnages du roman français (Balland, 1981).
Les années 1980 le voient porter plus d’importance à la peinture. En 1984, il publie ainsi La Double vie de Salvador Dalí chez Ramsay et l’année suivante, un livre sur La laitière de Bordeaux d'après le tableau de Francisco Goya / (Éd. de la Différence, 1985). Tintinophile enragé, il consacre les dernières années de sa vie à écrire une biographie de Hergé, publiée trois ans après sa mort aux Éditions Gallimard (1991).

## Publications
- Les Critiques de cinéma, collection Le Procès des juges, Flammarion, 1967
- Entretiens avec Chaval, portrait de l'artiste sans légende, Chêne, 1976 (réédition Allia 2019)
- La Double vie de Salvador Dali, Ramsay, 1984
- La Laitière de Bordeaux d'après le tableau de Francisco Goya, Éditions de la Différence, 1985
- Hergé, Gallimard, 1991